# La Tour-Saint-Gelin
La Tour-Saint-Gelin település Franciaországban, Indre-et-Loire megyében. Lakosainak száma 502 fő (2022. január 1.). La Tour-Saint-Gelin Brizay, Champigny-sur-Veude, Chaveignes, Chezelles, Courcoué, Lémeré és Theneuil községekkel határos.

## Népesség
A település népességének változása:
| Lakosok száma | 761  | 596  | 549  | 546  | 548  | 534  | 523  | 520  | 514  | 502  |
|               | 1968 | 1982 | 1990 | 2006 | 2013 | 2015 | 2017 | 2019 | 2020 | 2022 |